# Coriandreae
Coriandreae je tribus štitarki.Sastoji se od četiri roda, od kojih je tipičan korijandar (Coriandrum).
Tribus je opisan 1824.

## Rodovi
1. Krubera Hoffm. (1 sp.)
2. Coriandrum L. (3 spp.)
3. Bifora Hoffm. (2 spp.)
4. Silaum Mill. (1 sp.)